# Dianthus masmenaeus
Dianthus masmenaeus är en nejlikväxtart som beskrevs av Pierre Edmond Boissier. Dianthus masmenaeus ingår i släktet nejlikor, och familjen nejlikväxter. Inga underarter finns listade i Catalogue of Life.